# Ernst Hoppenberg
Ernst Hoppenberg (* 26. Juli 1878 in Bremen; † 29. September 1937 in Kirn) war ein erfolgreicher deutscher Schwimmer.
Ernst Hoppenberg war für seinen Verein Bremer Schwimm-Club von 1885 einmal Deutscher Meister, über 100 m Freistil bei den Deutschen Meisterschaften 1899.
Bei den Olympischen Spielen 1900 in Paris kam er über 200 m Rücken in 2:47,0 Minuten auf den ersten Platz. Er belegte außerdem im 200-m-Mannschaftsschwimmen zusammen mit Max Hainle, Max Schöne, Julius Frey und Herbert von Petersdorff den 1. Platz. Im Wasserball scheiterte er hingegen mit der deutschen Mannschaft im Viertelfinale gegen Frankreich. Der Grund für das erfolgreiche Schwimmen lag darin, dass sein Vater Georg Hoppenberg Besitzer des im Zweiten Weltkrieg zerstörten Bremer Breitenwegbades war.
Ernst Hoppenberg starb 1937 infolge eines Autounfalls. Im Jahr 1988 wurde er in die Ruhmeshalle des internationalen Schwimmsports aufgenommen.